# باغادجيمبيري
باغادجيمبيري (بالإنجليزية: Bagadjimbiri)‏ يعتقد أبناء قبائل کارادجيري Kradjeri الذين يقطنون شمال غرب أستراليا أن هذين الربين الشقيقين هما اللذان خلقا العالم. فقبل ظهور الأخوين ككلبين (من نوع الدنغو dingo الخاص بأستراليا) من قلب الأرض، لم يكن هناك شيء.
وهذان الشقيقان هما اللذان صنعا الثقوب المائية؛ هما اللذان صنعا من الفطور الأسترالية المختلفة الأعضاء التناسلية للناس الذين كانوا بلا جنس، وبعد ذلك علما الناس شعيرة الختان. وبعد أن اتخذ الأخوان حجم عملاقين كبيرين وصلا إلى السماء، وهناك تنازعا مع الرجل الهر الذي يدعي نغاريمان Ngariman، الذي أزعجهما بسخريته منهما فنشب الصراع. واستطاع نغاريمان وأقرباؤه من قتل الأخوين بالرماح، ولكن ديلغا Dilga الغاضبة، أمهما والربة الأرض، جعلت حليبها يتدفق تحت الأرض إلى مكان الجريمة، حيث نهض الأخوان وغرق القتلة.
لقد ولد الأخوان ثانية، ولكن بعد فترة من الزمن قررا أن يموتا، فتحول جسداهما إلى أفعوانين مائيين، وارتفعت روحاهما إلى السماء كغيمتين هائلتين.

## تفاصيل أخرى
في الأساطير الأسترالية توأم من الأبطال في شمال غرب أستراليا ظهرا في البداية على هيئة كلبين أستراليين ضارين -Dig on، وخلقا للبشر عيون الماء والأعضاء الجنسية، وأقاما طقوس الختان. ولقد قتل الشقيقان عندما أصبحا عملاقين وضايقا نجاريمان Ngaruman، الإنسان القط، بضحكاتهما العالية جمع أقاربه ورشقوا التوأم بالحراب حتى الموت، غير أن أمهما ديلغا Dilga الإلهة الأرض - جعلت اللبن يندفق من ثديها حتى أغرقت القتلة، وبعثت التوأم إلى الحياة من جديد.

## أساطير سكان أستراليا الأصليين
إن أساطير سكان أستراليا الأصليين (والمعروفة أيضًا باسم قصص عصر الأحلام أو طرق الأحلام أو الأدب الشفهي لسكان أستراليا الأصليين) عبارة عن قصص عادة ما يرويها السكان الأصليون في كل أسرة لغات في أستراليا.
وتروي جميع هذه الأساطير بدرجة مختلفة حقائق مهمة عن المشهد المحلي لكل مجموعة سكان أصليين. وتكون هذه الأساطير على نحو فعال طبقة لجميع تضاريس القارة الأسترالية مع فارق ثقافي بسيط ومعنى أعمق، وتوفر للجماهير المختارة ما تريده من الحكمة والمعرفة المتراكمة لأسلاف السكان الأصليين في أستراليا ممن يرجع أصلهم إلى زمن سحيق.

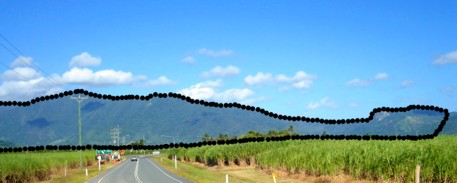
تم تحويل الكائن الأسطوري لمجموعات لغات دجابوجاي (Djabugay) وداماري (Damarri) إلى سلسلة جبال، ويستلقي على ظهره فوق بارون ريفر جورج (Barron River Gorge)، يبحث في الأعلى وصولاً بالسماوات، في الغابات المدارية الرطبة بشمال شرق أستراليا

تحتوي موسوعة ديفيد هورتون لسكان أستراليا الأصليين على مقال حول أساطير سكان أستراليا الأصليين، حيث يذكر:
«قد تعرض الخريطة الأسطورية لأستراليا آلاف الشخصيات، يتفاوتون من حيث الأهمية، ولكنهم على كل حال ذوو صلة بالأرض. وبرز بعضهم في مواقعهم الخاصة بينما بقي أمر روحي في تلك المنطقة. وجاء الآخرون من مكان آخر وذهبوا إلى مكان آخر».

«تغير شكل العديد منهم، وتحول من أو إلى كونه بشرًا أو كائنات طبيعية أو معالم طبيعية مثل الصخور، ولكن تمت ملاحظة جميع الأشياء الخاصة بحياتهم الروحية في القصور ووضعها في قصص».
وقد اتسمت أساطير سكان أستراليا الأصليين بأنها «أجزاء من التراث الشفهي في آن واحد وفي الوقت ذاته، تعد دليلاً طقوسيًا وتاريخًا لـالحضارة وكتبًا لـالجغرافيا وإلى حد أقل بكثير، تعد أيضًا دليلاً في الكوزموغرافيا».